# Don Askarian
Don Askarian (* 10. Juli 1949 in Stepanakert, Bergkarabach; † 6. Oktober 2018 in Berlin) war ein sowjetisch-deutscher Filmproduzent, Regisseur und Drehbuchautor armenischer Herkunft.

## Leben
Im Jahr 1967 ging er nach Moskau und studierte Geschichte. Er arbeitete nach seinem Studium ein Jahr lang als Regieassistent und Filmkritiker. Zwischen 1975 und 1977 wurde Don Askarian als Dissident inhaftiert. Im Jahr 1978 emigrierte er aus der UdSSR nach West-Berlin. Seitdem lebte und arbeitete er in Deutschland, den Niederlanden und in Armenien, wo er eine Produktionsfirma gründete.
Er war Preisträger mehrerer internationaler Filmfestivals. Von Deutschland bis Singapur haben weltweit bereits etwa drei Dutzend persönliche Retrospektiven der Filme von Don Askarian stattgefunden. Im Jahr 1996 veröffentlichte Don Askarian sein Buch The Dangerous Light.

## Filmografie
- 1984: Der Bär
- 1988: Nagorno Karabakh: Armenian History Volumes IV and V
- 1988: Komitas
- 1992: Avetik
- 1998: Paradschanow
- 2000: Musiker (Musicians)
- 2001: An der alten römischen Straße (On the Old Roman Road)
- 2007: Ararat – 14 Ansichten
- 2008: Vater (Father)

## Auszeichnungen
- 1988: 6 Goldmedaillen vom Mechitaristen Orden während des Internationalen Filmfestivals in Venedig (Beste Regie, bester Hauptdarsteller, bester Produzent, bester Radakteur, bestes Drehbuch, bester Nebendarsteller)
- 1989: Interfilmpreis – Komitas – Filmfestival Max Ophuls Preis
- 1990: Preisträger des Riga Film Festivals
- 1992: Spezialpreis, Internationales Filmfestival Mannheim
- 1993: Beste Regie – Avetik – vom Festival Internacional de Cinema da Figueira da Foz, Portugal
- 2003: Goldene Nadel – Fotografien – Artfilm Festival Slowakei
- 2003: Goldene Kamera für das Lebenswerk – Artfilm Festival Slowakei